# Kyōkai no Rinne
Kyōkai no Rinne (jap. 境界のRINNE) – manga autorstwa Rumiko Takahashi, publikowana na łamach magazynu „Shūkan Shōnen Sunday” wydawnictwa Shōgakukan od kwietnia 2009 do grudnia 2017. Łącznie ukazało się 40 tomów.
Na jej podstawie studio Brain’s Base wyprodukowało serial anime, który emitowano w latach 2015–2017.
Do sierpnia 2014 manga sprzedała się w nakładzie ponad 3 milionów egzemplarzy.

## Fabuła
Sakura Mamiya jest licealistką, która zaczęła widzieć duchy po tym, jak w dzieciństwie została zwabiona do zaświatów, choć nie pamięta szczegółów tego zdarzenia. Dziewczyna pragnie pozbyć się swojej percepcji pozazmysłowej, która jest dla niej irytująca, ponieważ nikt poza nią nie widzi duchów. Jej życie odmienia się, kiedy poznaje chłopaka imieniem Rinne Rokudo, kolegę z klasy, który prawie zawsze jest nieobecny na zajęciach. Sakura dowiaduje się, że Rinne jest pół-shinigami, pół-człowiekiem, a jego zadaniem jest prowadzenie błąkających się duchów z powrotem do świata zmarłych. Świadoma jego trudnej sytuacji dziewczyna postanawia pomóc mu w odsyłaniu dusz zmarłych.

## Bohaterowie

### Główni
- Rinne Rokudo (jap. 六道 りんね Rokudō Rinne)

Seiyū: Kaito Ishikawa 
- Sakura Mamiya (jap. 真宮 桜 Mamiya Sakura)

Seiyū: Marina Inoue 
- Rokumon (jap. 六文)

Seiyū: Hitomi Nabatame 

### Rodzina
- Tamako (jap. 魂子)

Seiyū: Satsuki Yukino 
- Sabato Rokudo (jap. 六道 鯖人 Rokudō Sabato)

Seiyū: Kappei Yamaguchi 
- Pani Mamiya (jap. 宮前)

Seiyū: Fumi Hirano 
- Otome Rokudō (jap. 六道 乙女 Rokudō Otome)

Seiyū: Megumi Hayashibara 

### Ludzie
- Miho (jap. ミホ)

Seiyū: Sora Tokui 
- Rika (jap. リカ)

Seiyū: Aya Suzaki 
- Tsubasa Jumonji (jap. 十文字 翼 Jūmonji Tsubasa)

Seiyū: Ryōhei Kimura 
- Hitomi Annette Anematsuri (jap. 姉祭・アネット・瞳 Anematsuri Anetto Hitomi)

Seiyū: Miyuki Sawashiro 

### Nieludzie
- Masato (jap. 魔狭人)

Seiyū: Tetsuya Kakihara 
- Ageha (jap. 鳳)

Seiyū: Rie Murakawa 
- Bijin (jap. 美人)

Seiyū: Izumi Kitta 
- Kain (jap. 架印)

Seiyū: Sōma Saitō 
- Shoma (jap. 翔真 Shōma)

Seiyū: Yūko Sanpei 
- Refuto (jap. 零不兎)

Seiyū: Katsuyuki Konishi 
- Raito (jap. 来兎)

Seiyū: Shizuka Itō 
- Renge Shima (jap. 四魔　れんげ Shima Renge)

Seiyū: Shizuka Ishigami 
- Matsugo (jap. 沫悟)

Seiyū: Taishi Murata 
- Anju (jap. 杏珠)

Seiyū: Rie Kugimiya 

### Czarne koty
- Oboro (jap. 朧)

Seiyū: Yoshitsugu Matsuoka 
- Suzu (jap. 鈴)

Seiyū: Suzuko Mimori 
- Kurosu (jap. 黒洲)

Seiyū: Akira Ishida 
- Tama (jap. タマ)

Seiyū: Reiko Suzuki 
- Kuromitsu (jap. 黒蜜)

Seiyū: Yumi Uchiyama 
- Kuroboshi (jap. 黒星)

Seiyū: Tomomichi Nishimura 
- Kuroboshi III (jap. 黒星三世 Kuroboshi Sansei)

Seiyū: Emiri Katō 

## Manga
Seria autorstwa Rumiko Takahashi ukazywała się od 22 kwietnia 2009 do 13 grudnia 2017 w magazynie „Shūkan Shōnen Sunday”. Wydawnictwo Shōgakukan zebrało jej rozdziały w 40 tankōbonach, wydawanych od 16 października 2009 do 18 stycznia 2018.
| Nr | Data wydania (język japoński) | ISBN (język japoński)  |
| -- | ----------------------------- | ---------------------- |
| 1  | 16 października 2009          | ISBN 978-4-0912-1773-8 |
| 2  | 16 października 2009          | ISBN 978-4-0912-1774-5 |
| 3  | 18 marca 2010                 | ISBN 978-4-0912-2195-7 |
| 4  | 18 czerwca 2010               | ISBN 978-4-0912-2335-7 |
| 5  | 17 września 2010              | ISBN 978-4-0912-2526-9 |
| 6  | 17 grudnia 2010               | ISBN 978-4-0912-2699-0 |
| 7  | 18 marca 2011                 | ISBN 978-4-0912-2798-0 |
| 8  | 15 lipca 2011                 | ISBN 978-4-0912-3205-2 |
| 9  | 18 października 2011          | ISBN 978-4-0912-3339-4 |
| 10 | 18 listopada 2011             | ISBN 978-4-0912-3450-6 |
| 11 | 17 lutego 2012                | ISBN 978-4-0912-3540-4 |
| 12 | 18 maja 2012                  | ISBN 978-4-09-123657-9 |
| 13 | 18 lipca 2012                 | ISBN 978-4-0912-3777-4 |
| 14 | 18 października 2012          | ISBN 978-4-0912-3896-2 |
| 15 | 18 stycznia 2013              | ISBN 978-4-0912-4170-2 |
| 16 | 18 kwietnia 2013              | ISBN 978-4-0912-4286-0 |
| 17 | 18 czerwca 2013               | ISBN 978-4-0912-4322-5 |
| 18 | 18 września 2013              | ISBN 978-4-0912-4382-9 |
| 19 | 18 grudnia 2013               | ISBN 978-4-0912-4512-0 |
| 20 | 18 marca 2014                 | ISBN 978-4-0912-4549-6 |
| 21 | 16 maja 2014                  | ISBN 978-4-0912-4630-1 |
| 22 | 18 sierpnia 2014              | ISBN 978-4-0912-5077-3 |
| 23 | 18 listopada 2014             | ISBN 978-4-0912-5370-5 |
| 24 | 18 marca 2015                 | ISBN 978-4-0912-5680-5 |
| 25 | 17 kwietnia 2015              | ISBN 978-4-0912-5799-4 |
| 26 | 17 lipca 2015                 | ISBN 978-4-0912-6186-1 |
| 27 | 18 września 2015              | ISBN 978-4-0912-6279-0 |
| 28 | 18 grudnia 2015               | ISBN 978-4-0912-6539-5 |
| 29 | 18 marca 2016                 | ISBN 978-4-0912-6818-1 |
| 30 | 18 kwietnia 2016              | ISBN 978-4-09-127090-0 |
| 31 | 15 lipca 2016                 | ISBN 978-4-09-127315-4 |
| 32 | 16 września 2016              | ISBN 978-4-09-127339-0 |
| 33 | 18 października 2016          | ISBN 978-4-09-127410-6 |
| 34 | 16 grudnia 2016               | ISBN 978-4-09-127424-3 |
| 35 | 17 marca 2017                 | ISBN 978-4-09-127507-3 |
| 36 | 18 maja 2017                  | ISBN 978-4-09-127566-0 |
| 37 | 18 lipca 2017                 | ISBN 978-4-09-127666-7 |
| 38 | 15 września 2017              | ISBN 978-4-09-127685-8 |
| 39 | 17 listopada 2017             | ISBN 978-4-09-127865-4 |
| 40 | 18 stycznia 2018              | ISBN 978-4-09-128074-9 |

## Anime
Na podstawie mangi studio Brain’s Base wyprodukowało 25-odcinkowy telewizyjny serial anime, który emitowano w Japonii od 4 kwietnia do 20 września 2015. Za reżyserię odpowiadał Seiki Sugawara, scenariusz napisała Michiko Yokote, a muzykę skomponował Akimitsu Honma.
Emisja drugiego sezonu rozpoczęła się 9 kwietnia i zakończyła 24 września 2016, licząc 25 odcinków.
Trzeci sezon emitowany był od 8 kwietnia do 23 września 2017 i również liczył 25 odcinków.

### Ścieżka dźwiękowa
| Sezon          | Odcinki  | Tytuł                                     | Wykonawcy           | Źródło   |
| Czołówka       | Czołówka | Czołówka                                  | Czołówka            | Czołówka |
| -------------- | -------- | ----------------------------------------- | ------------------- | -------- |
| 1              | 1–13     | „Ōkaranman” (jap. 桜花爛漫)               | Keytalk             | [ 54 ]   |
| 1              | 14–25    | „Ura no ura” (jap. 裏の裏)                | Passepied           | [ 6 ]    |
| 2              | 26–37    | „Melody”                                  | Pile                | [ 55 ]   |
| 2              | 38–50    | „Ainii” (jap. アイニー)                   | CreepHyp            | [ 56 ]   |
| 3              | 51–62    | „Shiny”                                   | Yoru no Honki Dance | [ 4 ]    |
| 3              | 63–75    | „Setsuna yumemishi” (jap. セツナユメミシ) | Keytalk             | [ 57 ]   |
| Napisy końcowe |          |                                           |                     |          |
| 1              | 1–13     | „Tokinowa” (jap. トキノワ)                | Passepied           | [ 54 ]   |
| 1              | 14–25    | „Futatsu no sekai” (jap. ふたつの世界)    | Quruli              | [ 6 ]    |
| 2              | 26–37    | „Hanashi o shiyō” (jap. 話をしよう)       | Glim Spanky         | [ 55 ]   |
| 2              | 38–50    | „Beautiful Life”                          | Shiggy Jr.          | [ 58 ]   |
| 3              | 51–62    | „Suki nano kana” (jap. スキナノカナ)      | Softly              | [ 59 ]   |
| 3              | 63–75    | „Puzzle”                                  | Mone Kamishiraishi  | [ 60 ]   |

## Odbiór
Do sierpnia 2014 manga sprzedała się w nakładzie ponad 3 milionów egzemplarzy.